# Kapsalianá
Kapsalianá, en grec moderne : Καψαλιανά, est un village du dème de Réthymnon, en Crète, en Grèce. Selon le recensement de 2011, la population de Kapsalianá compte 1 habitant. Le village est situé à une altitude de 260 m et à 18 km de Réthymnon.

## Recensements de la population
| Recensements | 1900 | 1920 | 1928 | 1940 | 1951 | 1961 | 1971 | 1981 | 1991 | 2001 | 2011 |
| ------------ | ---- | ---- | ---- | ---- | ---- | ---- | ---- | ---- | ---- | ---- | ---- |
| Population   | 48   | 40   | 41   | 58   | 31   | 27   | 16   | 12   | 4    | 2    | 1    |